# Amazonecavia
De amazonecavia (Cavia fulgida) is een caviasoort uit Zuid-Amerika en komt voor in het oosten van Brazilië.

## Verwantschap
Wagler noemde deze soort in 1831 voor het eerst Cavia fulgida; in 1841 identificeerde P. W. Lund de Cavia rufescens, maar sinds het onderzoek van Oldfield Thomas (1901) gaat men ervan uit dat het dezelfde soorten zijn.